# Labret-Stecker

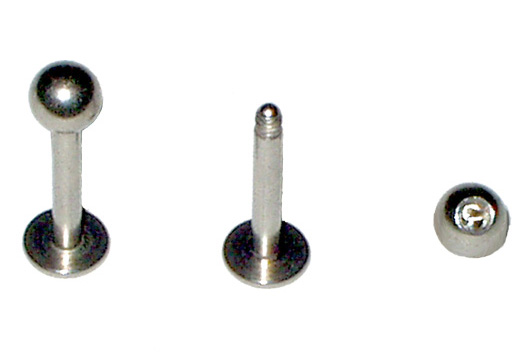
Labret-Stecker

Ein Labret-Stecker (englisch: Labret pin oder Labret stud) ist ein spezieller Piercingschmuck für das Labret-Piercing. Er kann aber auch mit anderen Piercings, beispielsweise dem Nostril-Piercing oder dem Conch-Piercing, getragen werden.
Ein moderner Labret-Stecker besteht aus einem meist aus Edelstahl oder Titan gefertigten Stift mit einer Platte auf der einen Seite und einem Gewinde zum Aufschrauben einer Verschlusskugel beziehungsweise verschiedener Schmuckobjekte am anderen Ende. Für den Einsatz in ein Labret-Piercing eignet sich ein Stecker aus PTFE, da das weiche Material die geringsten Schäden an Zahnfleisch und Zähnen verursachen kann.

## Historische Labret-Stecker

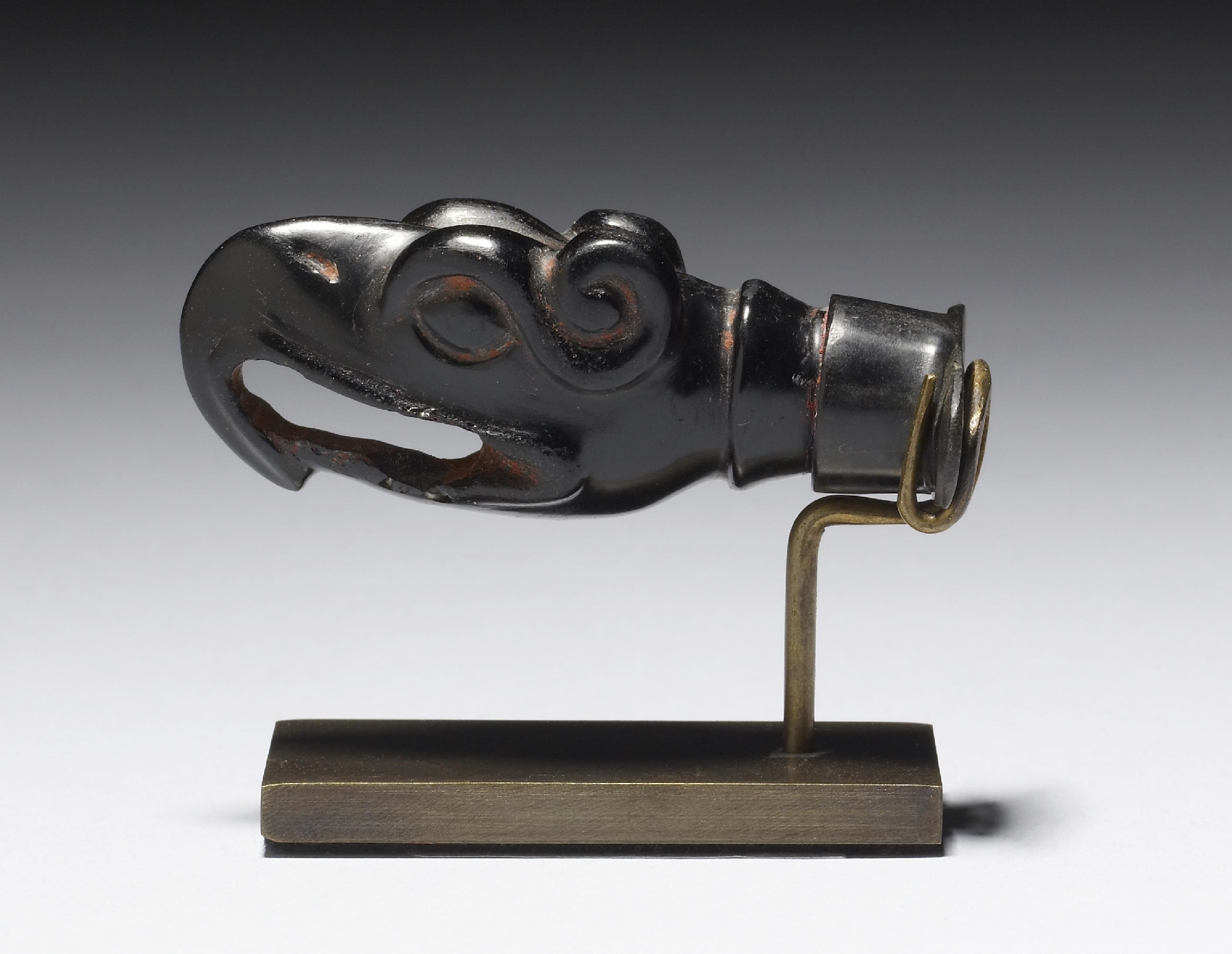
Labret-Stecker im Mixteca-Puebla-Stil, Mexiko
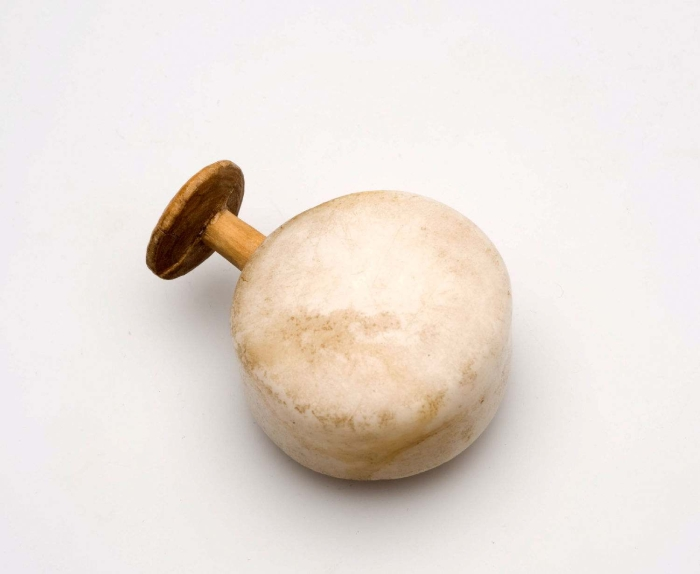
Labret-Stecker der Turkana, Kenia
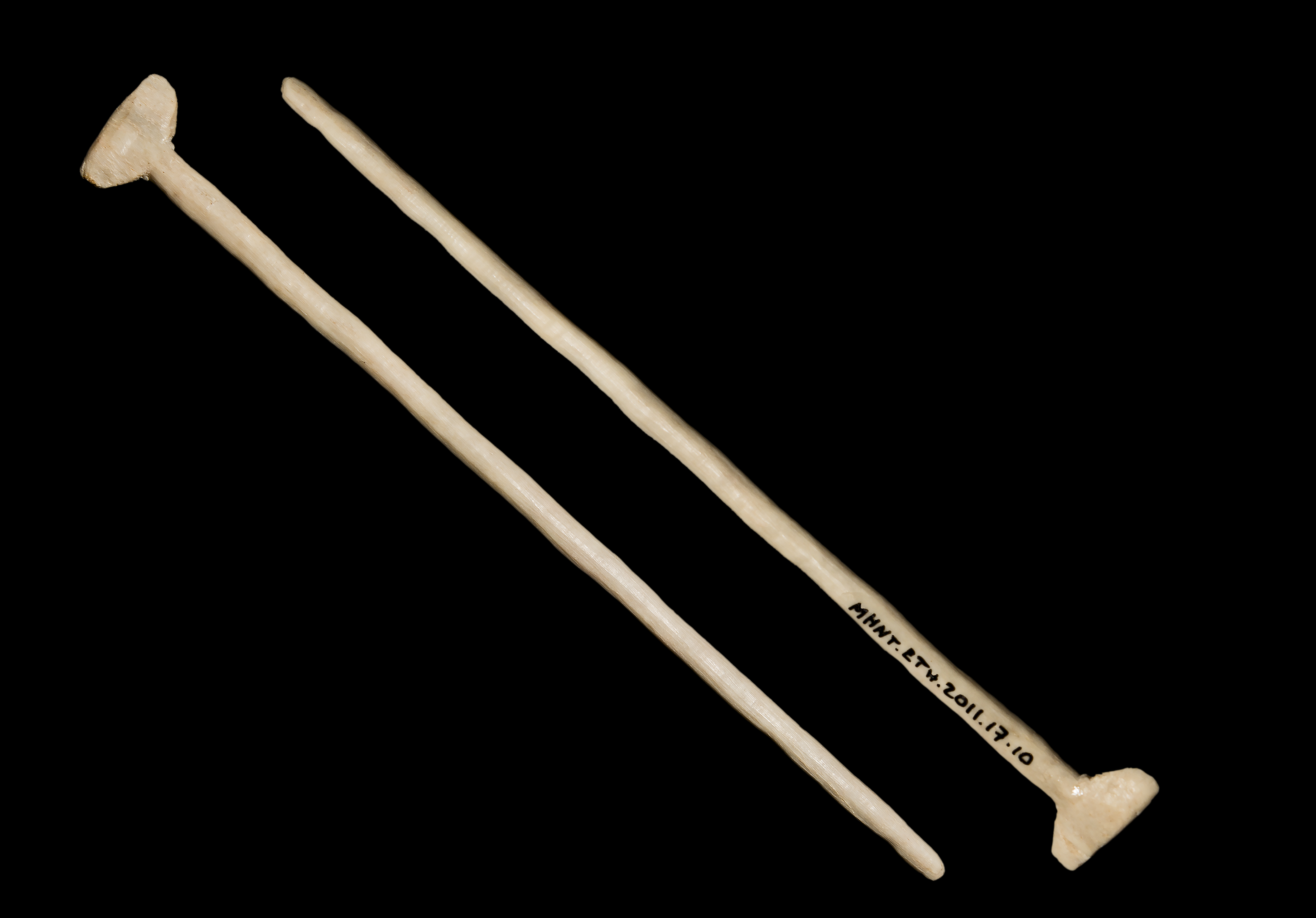
Labret-Stecker der Karajá, Brasilien